# En apelsin med urverk
En apelsin med urverk (originaltitel: A Clockwork Orange) är en dystopisk science fiction-roman av Anthony Burgess från 1962, i svensk översättning av Caj Lundgren 1972. 

## Handling
Alex döms efter en serie våldsbrott till 14 års fängelse för mord men släpps två år senare efter att ha genomgått en ny vetenskaplig beteendebehandling – Ludovico-tekniken – som inom loppet av två veckor får honom kraftigt illamående bara av tanken på våld eller sex. I slutet av boken är Alex reducerad till en för sin omgivning helt ofarlig person, oförmögen att välja att göra onda gärningar, men därigenom också reducerad som människa.

## Om romanen
Romanen, vars handling utspelar sig i det framtida (1995), mörka och av rysk kultur influerade England, är skriven i form av en förstapersonsberättelse berättad på ett ofta förskönande eller insmickrande sätt av Alex, en ung (15 år) man med sociopatiska böjelser för överdrivet, omotiverat personvåld, sexualbrottslighet, spetsade mjölkdrinkar — och klassisk musik.
Burgess började skriva romanen 1961. Efter att ha återvänt till England efter några år i Malaysia och Brunei upptäckte han att landet hade förändrats med en ny ungdomskultur präglad av popmusik, droger och omotiverat våld. Han inspirerades av dystopiska författare som George Orwell, Aldous Huxley och Jevgenij Zamjatin och ville ge ett svar på deterministiska psykologer som förnekade betydelsen av kultur, miljö och den fria viljan.
Till romanen uppfann Burgess ett påhittat slangspråk, nadsat, influerat av ryska och med inslag av bland annat romani, cockney och malajiska. Syftet var att ge framtidsskildringen en tidlös karaktär. Många utgåvor har en förklarande ordlista, trots att Burgess själv motsatte sig detta.
Burgess hävdade att titeln på romanen anspelar på en cockneyfras, "as queer as a clockwork orange", som han hört i sin ungdom och fastnat för. Till romanen gav han uttrycket en extra dimension, en slags oxymoron där det levande och organiska (apelsin) förenas med det kalla och mekaniska (urverk).

## Mottagande
Vid sin utgivning 1962 fick romanen ett blandat mottagande. De flesta brittiska kritiker berömde den språkliga uppfinningsrikedomen, men gillade inte det våldsamma innehållet. Burgess hyllades däremot av författarkollegor som Kingsley Amis och Roald Dahl och i USA fick romanen ett mer positivt mottagande. Någon publikframgång blev dock inte romanen till en början, men delvis beroende på Stanley Kubricks filmatisering växte dess rykte och popularitet efterhand.
A Clockwork Orange betraktas som en av 1900-talets litterära mästerverk som fortsätter att hitta nya generationer av läsare.